# Fadrina clementi
Fadrina clementi är en insektsart som först beskrevs av Fraser 1951.  Fadrina clementi ingår i släktet Fadrina och familjen myrlejonsländor. Inga underarter finns listade i Catalogue of Life.